# Barbara Radziwiłł

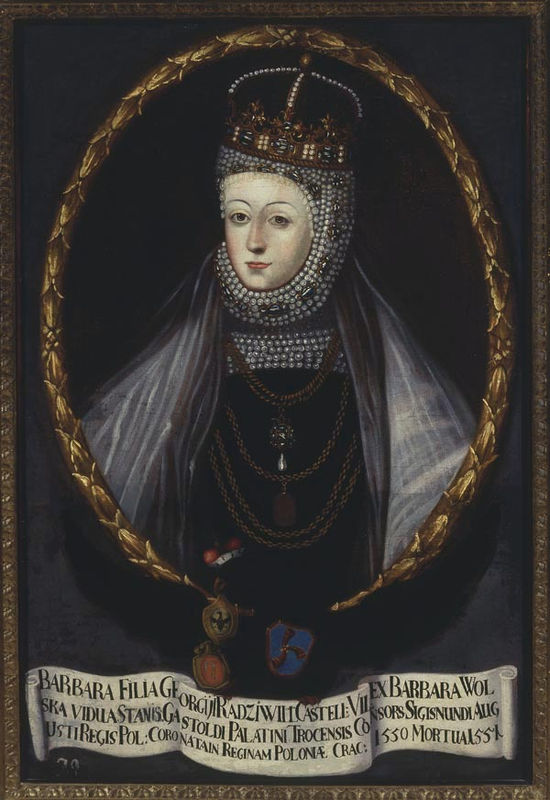
Barbara Radziwiłł

Barbara Radziwiłł, född 1520, död 8 maj 1551, var drottning av Polen och storhertiginna av Litauen 1547–1551, gift med kung Sigismund II August av Polen. Hennes äktenskap med Sigismund var ett kärleksäktenskap som mötte stort motstånd i Polen.

## Biografi
Barbara Radziwiłł var dotter till adelsmannen Jerzy Radziwiłł, voivod och hetman av Litauen, och Barbara Kola. Hon gifte sig 18 maj 1537 med Stanislovas Goštautas, voivod av Nowogródek. Hon blev änka 1542 och bosatte sig då med sin mor i Vilnius.
Barbara Radziwiłł gifte sig i hemlighet med den framtida kung Sigismund II, vid en okänd tidpunkt 1547. Giftermålet ingicks när Sigismund var ståthållare i Litauen och bodde i Vilnius, och paret hade under omkring två år umgåtts och ryktats ha ett förhållande, men det finns inga bevis på att de verkligen hade inlett det innan Sigismunds första hustru dog. Äktenskapet mellan Barbara och Sigismund var ett kärleksförhållande. I februari 1548 informerade Sigismund sina föräldrar om det ingångna äktenskapet. Nyheten betraktades som en skandal i Polen, där ett kärleksäktenskap var lika ovanligt som kontroversiellt, och både Sigismunds mor och den polska adeln motsatte sig det. Inom adeln betraktades det som ett hot att den adliga familjen Radziwiłł på detta sätt kunde stärka sin maktbas gentemot de övriga adelsfamiljerna, och det ogillades även att äktenskapet hade ingåtts mellan två personer från olika samhällsklasser. Paret fortsatte under denna tid att leva i Vilnius.
I april 1548 avled Sigismunds far, kungen, och Sigismund efterträdde honom som kung. Adeln reste då krav på att kungens äktenskap skulle upplösas, men Sigismund vägrade och hotade att abdikera. I februari 1549 gjorde Sigismund och Barbara tillsammans sitt intåg i huvudstaden Krakow. Konflikten mellan kungen och den adliga oppositionen varade i två år. Sigismund avvisade varje kompromissförslag från adelns sida, slöt ett fördrag med Ungern för att skydda sig mot ett eventuellt uppror från adeln, utverkade stöd från kyrkan genom att införa en lag mot kätteri, mutade och hotade flera medlemmar av adeln samt förvisade sin mor och systrar från hovet. Hustrun Barbara agerade dock inte för att vinna stöd. Den 7 december 1550 kunde Barbara slutligen krönas till drottning.
Barbara Radziwiłł var välutbildad, kunde läsa och skriva under en tid när detta inte var självklart ens inom adeln, och ska även ha kunnat tala latin, vilket under denna tid var ett kännetecken för välutbildade personer. Hon beskrivs som en av Europas vackraste kvinnor, med ett intresse för mode och skönhetsvård. Paret fick inga barn, men Barbara fick flera missfall. Hon avled 8 maj 1551 efter en lång tids sjukdom, enligt ryktet förgiftad av sin svärmor.
Barbara Radziwiłł och hennes kärleksäktenskap har varit föremål för flera verk inom fiktionen.     